# Prosoplus multiguttatus
Prosoplus multiguttatus là một loài bọ cánh cứng trong họ Cerambycidae.